# Dobrepolje (kraško polje)
Dobrépolje je 15 km dolgo suho kraško polje, 30 km jugovzhodno od Ljubljane, na Dolenjskem, v Občini Dobrepolje, ki je po njem dobila ime.
Dobrepolje je skupaj s Struško dolino na jugu skoraj 15 km dolgo, od nekaj sto metrov do 3 km široko kraško polje med hrbtom Male gore na zahodu in Suho krajino na vzhodu. Polje nima stalnih površinskih vodotokov. Večina kratkih potokov teče ob suši pod površjem zemlje. Na polju je več podzemeljskih jam.
Največja vas v Dobrepolju in njegovo središče je Videm.